# Кривое (Львовский район)
Кривое (укр. Криве) — село в Рава-Русской городской общине Львовского района Львовской области Украины.
Население по переписи 2001 года составляло 224 человека. Занимает площадь 8,8 км². Почтовый индекс — 80330. Телефонный код — 3252.